# Platyrhacidae
Famille
Les Platyrhacidae sont une famille de mille-pattes diplopodes.

## Liste des tribus
Selon ITIS (26 mai 2016) :
- Barydesmini Hoffman, 1979
- Psammodesmini Hoffman, 1960

## Liste des genres
Selon Animal Diversity Web (26 mai 2016) :
- Acanthodesmus
- Arcydesmus
- Aymaresmus
- Barydesmus
- Cyphorrhacus
- Derodesmus
- Diodontodesmus
- Dynesmus
- Ernostyx
- Eurydirorhachis
- Eutrachyrhachis
- Hoplurorhachis
- Ilodesmus
- Mniodesmus
- Nanorhacus
- Nanorrhacus
- Nyssodesmus
- Pachyurus
- Paradesmorhachis
- Parazodesmus
- Petalorhacus
- Phyodesmus
- Platyrhachus
- Platyrhacus
- Platyrrhacus
- Polydesmorhachis
- Polylepis
- Proaspis
- Psammodesmus
- Psaphodesmus
- Rhyphodesmus
- Spilodesmus
- Stenoniodes
- Tirodesmus
- Xerodesmus